# Eurythmics/Diskografie
Diese Diskografie ist eine Übersicht über die musikalischen Werke des britischen Pop-Duos Eurythmics. Den Quellenangaben zufolge verkaufte es bisher mehr als 75 Millionen Tonträger. Seine erfolgreichste Veröffentlichung ist das Album Greatest Hits mit über 7,5 Millionen verkauften Einheiten. Die Kompilation verkaufte sich alleine in Deutschland mehr als 1,25 Millionen Mal und zählt zu den meistverkauften Musikalben des Landes.

## Alben

### Studioalben
| Jahr | Titel Musiklabel                                  | Höchstplatzierung, Gesamtwochen, AuszeichnungChartplatzierungen (Jahr, Titel, Musiklabel, Platzierungen, Wochen, Auszeichnungen, Anmerkungen) | Höchstplatzierung, Gesamtwochen, AuszeichnungChartplatzierungen (Jahr, Titel, Musiklabel, Platzierungen, Wochen, Auszeichnungen, Anmerkungen) | Höchstplatzierung, Gesamtwochen, AuszeichnungChartplatzierungen (Jahr, Titel, Musiklabel, Platzierungen, Wochen, Auszeichnungen, Anmerkungen) | Höchstplatzierung, Gesamtwochen, AuszeichnungChartplatzierungen (Jahr, Titel, Musiklabel, Platzierungen, Wochen, Auszeichnungen, Anmerkungen) | Höchstplatzierung, Gesamtwochen, AuszeichnungChartplatzierungen (Jahr, Titel, Musiklabel, Platzierungen, Wochen, Auszeichnungen, Anmerkungen) | Anmerkungen                                                    |
| Jahr | Titel Musiklabel                                  | DE | AT | CH | UK | US | Anmerkungen                                                    |
| ---- | ------------------------------------------------- | --- | --- | --- | --- | --- | -------------------------------------------------------------- |
| 1981 | In the Garden RCA Records (RCA)                   | — | — | — | — | — | Erstveröffentlichung: 16. Oktober 1981                         |
| 1983 | Sweet Dreams (Are Made of This) RCA Records (RCA) | DE6 Gold · (23 Wo.)DE | — | — | UK3 Platin · (60 Wo.)UK | US15 Gold · (59 Wo.)US | Erstveröffentlichung: 4. Januar 1983 Verkäufe: + 1.330.000     |
| 1983 | Touch RCA Records (RCA)                           | DE9 Gold · (20 Wo.)DE | — | CH14 Gold · (9 Wo.)CH | UK1 Platin · (48 Wo.)UK | US7 Platin · (43 Wo.)US | Erstveröffentlichung: 6. November 1983 Verkäufe: + 1.820.000   |
| 1985 | Be Yourself Tonight RCA Records (RCA)             | DE8 Gold · (32 Wo.)DE | AT25 (2 Wo.)AT | CH9 (20 Wo.)CH | UK3 ×2Doppelplatin · (80 Wo.)UK | US9 Platin · (45 Wo.)US | Erstveröffentlichung: 26. April 1985 Verkäufe: + 2.397.170     |
| 1986 | Revenge RCA Records (RCA)                         | DE5 Gold · (37 Wo.)DE | AT6 Gold · (36 Wo.)AT | CH7 Platin · (34 Wo.)CH | UK3 ×2Doppelplatin · (52 Wo.)UK | US12 Gold · (33 Wo.)US | Erstveröffentlichung: 30. Juni 1986 Verkäufe: + 2.303.885      |
| 1987 | Savage RCA Records (BMG)                          | DE23 (13 Wo.)DE | AT17 (4 Wo.)AT | CH10 Gold · (5 Wo.)CH | UK7 Platin · (33 Wo.)UK | US41 (19 Wo.)US | Erstveröffentlichung: 2. November 1987 Verkäufe: + 635.000     |
| 1989 | We Too Are One RCA Records (BMG)                  | DE4 (33 Wo.)DE | AT20 (6 Wo.)AT | CH2 Gold · (13 Wo.)CH | UK1 ×2Doppelplatin · (32 Wo.)UK | US34 (28 Wo.)US | Erstveröffentlichung: 11. September 1989 Verkäufe: + 1.055.000 |
| 1999 | Peace RCA Records (BMG)                           | DE2 Gold · (21 Wo.)DE | AT7 (10 Wo.)AT | CH2 Gold · (16 Wo.)CH | UK4 Gold · (9 Wo.)UK | US25 Gold · (12 Wo.)US | Erstveröffentlichung: 19. Oktober 1999 Verkäufe: + 1.600.000   |

grau schraffiert: keine Chartdaten aus diesem Jahr verfügbar

### Livealben
| Jahr | Titel Musiklabel                 | Höchstplatzierung, Gesamtwochen, AuszeichnungChartplatzierungen (Jahr, Titel, Musiklabel, Platzierungen, Wochen, Auszeichnungen, Anmerkungen) | Höchstplatzierung, Gesamtwochen, AuszeichnungChartplatzierungen (Jahr, Titel, Musiklabel, Platzierungen, Wochen, Auszeichnungen, Anmerkungen) | Höchstplatzierung, Gesamtwochen, AuszeichnungChartplatzierungen (Jahr, Titel, Musiklabel, Platzierungen, Wochen, Auszeichnungen, Anmerkungen) | Höchstplatzierung, Gesamtwochen, AuszeichnungChartplatzierungen (Jahr, Titel, Musiklabel, Platzierungen, Wochen, Auszeichnungen, Anmerkungen) | Höchstplatzierung, Gesamtwochen, AuszeichnungChartplatzierungen (Jahr, Titel, Musiklabel, Platzierungen, Wochen, Auszeichnungen, Anmerkungen) | Anmerkungen                                                 |
| Jahr | Titel Musiklabel                 | DE | AT | CH | UK | US | Anmerkungen                                                 |
| ---- | -------------------------------- | --- | --- | --- | --- | --- | ----------------------------------------------------------- |
| 1993 | Live 1983–1989 RCA Records (BMG) | DE80 (7 Wo.)DE | AT40 (1 Wo.)AT | — | UK22 Gold · (7 Wo.)UK | — | Erstveröffentlichung: 15. November 1993 Verkäufe: + 100.000 |

### Kompilationen
| Jahr | Titel Musiklabel                           | Höchstplatzierung, Gesamtwochen, AuszeichnungChartplatzierungen (Jahr, Titel, Musiklabel, Platzierungen, Wochen, Auszeichnungen, Anmerkungen) | Höchstplatzierung, Gesamtwochen, AuszeichnungChartplatzierungen (Jahr, Titel, Musiklabel, Platzierungen, Wochen, Auszeichnungen, Anmerkungen) | Höchstplatzierung, Gesamtwochen, AuszeichnungChartplatzierungen (Jahr, Titel, Musiklabel, Platzierungen, Wochen, Auszeichnungen, Anmerkungen) | Höchstplatzierung, Gesamtwochen, AuszeichnungChartplatzierungen (Jahr, Titel, Musiklabel, Platzierungen, Wochen, Auszeichnungen, Anmerkungen) | Höchstplatzierung, Gesamtwochen, AuszeichnungChartplatzierungen (Jahr, Titel, Musiklabel, Platzierungen, Wochen, Auszeichnungen, Anmerkungen) | Anmerkungen                                                  |
| Jahr | Titel Musiklabel                           | DE | AT | CH | UK | US | Anmerkungen                                                  |
| ---- | ------------------------------------------ | --- | --- | --- | --- | --- | ------------------------------------------------------------ |
| 1991 | Greatest Hits RCA Records (BMG)            | DE1 ×5Fünffachgold · (53 Wo.)DE | AT1 Platin · (26 Wo.)AT | CH2 ×2Doppelplatin · (24 Wo.)CH | UK1 ×6Sechsfachplatin · (140 Wo.)UK | US72 ×3Dreifachplatin · (23 Wo.)US | Erstveröffentlichung: 18. März 1991 Verkäufe: + 7.552.801    |
| 2005 | Ultimate Collection RCA Records (Sony BMG) | DE36 Platin · (4 Wo.)DE | AT29 (7 Wo.)AT | CH24 (6 Wo.)CH | UK5 ×3Dreifachplatin · (46 Wo.)UK | US116 (2 Wo.)US | Erstveröffentlichung: 4. November 2005 Verkäufe: + 1.327.500 |

### Soundtracks
| Jahr | Titel Musiklabel                                        | Höchstplatzierung, Gesamtwochen, AuszeichnungChartplatzierungen (Jahr, Titel, Musiklabel, Platzierungen, Wochen, Auszeichnungen, Anmerkungen) | Höchstplatzierung, Gesamtwochen, AuszeichnungChartplatzierungen (Jahr, Titel, Musiklabel, Platzierungen, Wochen, Auszeichnungen, Anmerkungen) | Höchstplatzierung, Gesamtwochen, AuszeichnungChartplatzierungen (Jahr, Titel, Musiklabel, Platzierungen, Wochen, Auszeichnungen, Anmerkungen) | Höchstplatzierung, Gesamtwochen, AuszeichnungChartplatzierungen (Jahr, Titel, Musiklabel, Platzierungen, Wochen, Auszeichnungen, Anmerkungen) | Höchstplatzierung, Gesamtwochen, AuszeichnungChartplatzierungen (Jahr, Titel, Musiklabel, Platzierungen, Wochen, Auszeichnungen, Anmerkungen) | Anmerkungen                                                 |
| Jahr | Titel Musiklabel                                        | DE | AT | CH | UK | US | Anmerkungen                                                 |
| ---- | ------------------------------------------------------- | --- | --- | --- | --- | --- | ----------------------------------------------------------- |
| 1984 | 1984 (For the Love of Big Brother) Virgin Records (RCA) | DE23 (12 Wo.)DE | — | CH18 (5 Wo.)CH | UK23 Gold · (17 Wo.)UK | US93 (14 Wo.)US | Erstveröffentlichung: 12. November 1984 Verkäufe: + 100.000 |

### EPs
| Jahr | Titel Musiklabel              | Höchstplatzierung, Gesamtwochen, AuszeichnungChartplatzierungen (Jahr, Titel, Musiklabel, Platzierungen, Wochen, Auszeichnungen, Anmerkungen) | Höchstplatzierung, Gesamtwochen, AuszeichnungChartplatzierungen (Jahr, Titel, Musiklabel, Platzierungen, Wochen, Auszeichnungen, Anmerkungen) | Höchstplatzierung, Gesamtwochen, AuszeichnungChartplatzierungen (Jahr, Titel, Musiklabel, Platzierungen, Wochen, Auszeichnungen, Anmerkungen) | Höchstplatzierung, Gesamtwochen, AuszeichnungChartplatzierungen (Jahr, Titel, Musiklabel, Platzierungen, Wochen, Auszeichnungen, Anmerkungen) | Höchstplatzierung, Gesamtwochen, AuszeichnungChartplatzierungen (Jahr, Titel, Musiklabel, Platzierungen, Wochen, Auszeichnungen, Anmerkungen) | Anmerkungen                        |
| Jahr | Titel Musiklabel              | DE | AT | CH | UK | US | Anmerkungen                        |
| ---- | ----------------------------- | --- | --- | --- | --- | --- | ---------------------------------- |
| 1984 | Touch Dance RCA Records (RCA) | — | — | — | UK31 (5 Wo.)UK | US123 (1 Wo.)US | Erstveröffentlichung: 28. Mai 1984 |

## Singles
| Jahr | Titel Album                                                        | Höchstplatzierung, Gesamtwochen, AuszeichnungChartplatzierungen (Jahr, Titel, Album, Platzierungen, Wochen, Auszeichnungen, Anmerkungen) | Höchstplatzierung, Gesamtwochen, AuszeichnungChartplatzierungen (Jahr, Titel, Album, Platzierungen, Wochen, Auszeichnungen, Anmerkungen) | Höchstplatzierung, Gesamtwochen, AuszeichnungChartplatzierungen (Jahr, Titel, Album, Platzierungen, Wochen, Auszeichnungen, Anmerkungen) | Höchstplatzierung, Gesamtwochen, AuszeichnungChartplatzierungen (Jahr, Titel, Album, Platzierungen, Wochen, Auszeichnungen, Anmerkungen) | Höchstplatzierung, Gesamtwochen, AuszeichnungChartplatzierungen (Jahr, Titel, Album, Platzierungen, Wochen, Auszeichnungen, Anmerkungen) | Anmerkungen                                                |
| Jahr | Titel Album                                                        | DE | AT | CH | UK | US | Anmerkungen                                                |
| ---- | ------------------------------------------------------------------ | --- | --- | --- | --- | --- | ---------------------------------------------------------- |
| 1981 | Never Gonna Cry Again In the Garden                                | — | — | — | UK63 (3 Wo.)UK | — | Erstveröffentlichung: 28. Mai 1981                         |
| 1981 | Belinda In the Garden                                              | — | — | — | — | — | Erstveröffentlichung: August 1981                          |
| 1982 | This Is the House Sweet Dreams (Are Made of This)                  | — | — | — | — | — | Erstveröffentlichung: März 1982                            |
| 1982 | The Walk Sweet Dreams (Are Made of This)                           | — | — | — | — | — | Erstveröffentlichung: Juni 1982                            |
| 1982 | Love Is a Stranger Sweet Dreams (Are Made of This)                 | DE12 (26 Wo.)DE | — | — | UK6 (17 Wo.)UK | US23 (13 Wo.)US | Erstveröffentlichung: 8. September 1982                    |
| 1983 | Sweet Dreams (Are Made of This)                                    | DE4 ×3Dreifachgold · (23 Wo.)DE | AT9 (8 Wo.)AT | CH8 (6 Wo.)CH | UK2 ×3Dreifachplatin · (16 Wo.)UK | US1 Gold · (26 Wo.)US | Erstveröffentlichung: 4. Januar 1983 Verkäufe: + 4.620.000 |
| 1983 | Who’s That Girl? Touch                                             | DE19 (11 Wo.)DE | — | — | UK3 Silber · (10 Wo.)UK | US21 (13 Wo.)US | Erstveröffentlichung: 27. Juni 1983 Verkäufe: + 250.000    |
| 1983 | Right By Your Side Touch                                           | DE61 (6 Wo.)DE | — | — | UK10 (11 Wo.)UK | US29 (12 Wo.)US | Erstveröffentlichung: Oktober 1983                         |
| 1984 | Here Comes the Rain Again Touch                                    | DE14 (14 Wo.)DE | — | CH19 (5 Wo.)CH | UK8 Silber · (9 Wo.)UK | US4 (20 Wo.)US | Erstveröffentlichung: 9. Januar 1984 Verkäufe: + 250.000   |
| 1984 | Sexcrime (Nineteen Eighty-Four) 1984 (For the Love of Big Brother) | DE3 (16 Wo.)DE | — | CH6 (12 Wo.)CH | UK4 Silber · (15 Wo.)UK | US81 (4 Wo.)US | Erstveröffentlichung: 22. Oktober 1984 Verkäufe: + 200.000 |
| 1985 | Julia 1984 (For the Love of Big Brother)                           | — | — | — | UK44 (4 Wo.)UK | — | Erstveröffentlichung: Januar 1985                          |
| 1985 | Would I Lie to You? Be Yourself Tonight                            | DE34 (8 Wo.)DE | — | CH21 (5 Wo.)CH | UK17 (9 Wo.)UK | US5 (19 Wo.)US | Erstveröffentlichung: 4. April 1985 Verkäufe: + 85.000     |
| 1985 | There Must Be an Angel (Playing with My Heart) Be Yourself Tonight | DE4 (14 Wo.)DE | AT9 (10 Wo.)AT | — | UK1 Gold (Physisch) + Silber (Digital) · (13 Wo.)UK                                                                                      | US22 (11 Wo.)US | Erstveröffentlichung: 2. Juni 1985 Verkäufe: + 700.000     |
| 1985 | Sisters Are Doin’ It for Themselves Be Yourself Tonight            | DE22 (12 Wo.)DE | — | CH20 (6 Wo.)CH | UK9 (12 Wo.)UK | US18 (15 Wo.)US | Erstveröffentlichung: 21. Oktober 1985 mit Aretha Franklin |
| 1985 | It’s Alright (Baby’s Coming Back) Be Yourself Tonight              | DE22 (9 Wo.)DE | AT14 (6 Wo.)AT | CH23 (6 Wo.)CH | UK12 (8 Wo.)UK | US78 (6 Wo.)US | Erstveröffentlichung: 30. Dezember 1985                    |
| 1986 | When Tomorrow Comes Revenge                                        | DE22 (11 Wo.)DE | — | — | UK30 (11 Wo.)UK | — | Erstveröffentlichung: 2. Juni 1986                         |
| 1986 | Missionary Man Revenge                                             | — | — | — | UK31 (4 Wo.)UK | US14 (16 Wo.)US | Erstveröffentlichung: Juli 1986                            |
| 1986 | Thorn in My Side Revenge                                           | DE26 (14 Wo.)DE | AT14 (12 Wo.)AT | — | UK5 Silber · (12 Wo.)UK | US68 (9 Wo.)US | Erstveröffentlichung: 18. August 1986                      |
| 1986 | The Miracle of Love Revenge                                        | DE53 (6 Wo.)DE | — | CH21 (9 Wo.)CH | UK23 (11 Wo.)UK | — | Erstveröffentlichung: 17. November 1986                    |
| 1987 | Beethoven (I Love to Listen to) Savage                             | DE28 (11 Wo.)DE | — | CH19 (5 Wo.)CH | UK25 (5 Wo.)UK | — | Erstveröffentlichung: 12. Oktober 1987                     |
| 1987 | Shame Savage                                                       | DE53 (5 Wo.)DE | — | — | UK41 (7 Wo.)UK | — | Erstveröffentlichung: Dezember 1987                        |
| 1987 | I Need a Man Savage                                                | — | — | — | UK26 (5 Wo.)UK | US46 (10 Wo.)US | Erstveröffentlichung: Dezember 1987                        |
| 1988 | You Have Placed a Chill in My Heart Savage                         | — | — | — | UK16 (9 Wo.)UK | US64 (7 Wo.)US | Erstveröffentlichung: Mai 1988                             |
| 1989 | Revival We too Are One                                             | DE33 (14 Wo.)DE | — | CH8 (10 Wo.)CH | UK26 (6 Wo.)UK | — | Erstveröffentlichung:14. August 1989                       |
| 1989 | Don’t Ask Me Why We too Are One                                    | DE56 (13 Wo.)DE | — | CH30 (1 Wo.)CH | UK25 (8 Wo.)UK | US40 (9 Wo.)US | Erstveröffentlichung: 23. Oktober 1989                     |
| 1990 | The King and Queen of America We too Are One                       | DE51 (12 Wo.)DE | — | — | UK29 (5 Wo.)UK | — | Erstveröffentlichung: 22. Januar 1990                      |
| 1990 | Angel We too Are One                                               | — | — | — | UK23 (6 Wo.)UK | — | Erstveröffentlichung: 30. April 1990                       |
| 1990 | (My My) Baby’s Gonna Cry We too Are One                            | — | — | — | — | — | Erstveröffentlichung: 1990                                 |
| 1999 | I Saved the World Today Peace                                      | DE28 (14 Wo.)DE | AT18 (8 Wo.)AT | CH16 (17 Wo.)CH | UK11 (6 Wo.)UK | — | Erstveröffentlichung: 4. Oktober 1999                      |
| 2000 | 17 Again Peace                                                     | DE73 (6 Wo.)DE | — | CH67 (5 Wo.)CH | UK27 (4 Wo.)UK | — | Erstveröffentlichung: 10. Januar 2000                      |
| 2005 | I’ve Got a Life Ultimate Collection                                | — | — | CH36 (6 Wo.)CH | UK14 (4 Wo.)UK | — | Erstveröffentlichung: 17. Oktober 2005                     |

## Videoalben und Musikvideos

### Videoalben
| Jahr | Titel Musiklabel               | Höchstplatzierung, Gesamtwochen, AuszeichnungChartplatzierungen (Jahr, Titel, Musiklabel, Platzierungen, Wochen, Auszeichnungen, Anmerkungen) | Höchstplatzierung, Gesamtwochen, AuszeichnungChartplatzierungen (Jahr, Titel, Musiklabel, Platzierungen, Wochen, Auszeichnungen, Anmerkungen) | Höchstplatzierung, Gesamtwochen, AuszeichnungChartplatzierungen (Jahr, Titel, Musiklabel, Platzierungen, Wochen, Auszeichnungen, Anmerkungen) | Höchstplatzierung, Gesamtwochen, AuszeichnungChartplatzierungen (Jahr, Titel, Musiklabel, Platzierungen, Wochen, Auszeichnungen, Anmerkungen) | Höchstplatzierung, Gesamtwochen, AuszeichnungChartplatzierungen (Jahr, Titel, Musiklabel, Platzierungen, Wochen, Auszeichnungen, Anmerkungen) | Anmerkungen                                    |
| Jahr | Titel Musiklabel               | DE | AT | CH | UK | US | Anmerkungen                                    |
| ---- | ------------------------------ | --- | --- | --- | --- | --- | ---------------------------------------------- |
| 1983 | Sweet Dreams (The Video Album) | — | — | — | UK33 (2 Wo.)UK | — | Erstveröffentlichung: 1983 Charteinstieg: 2006 |
| 1987 | Live                           | — | — | — | — | — | Erstveröffentlichung: 1987                     |
| 1987 | Savage                         | — | — | — | — | — | Erstveröffentlichung: 1987                     |
| 1987 | Brand New Day                  | — | — | — | — | — | Erstveröffentlichung: 1987                     |
| 1990 | We Two Are One Too             | — | — | — | — | — | Erstveröffentlichung: 1990                     |
| 1991 | Greatest Hits                  | — | — | — | UK17 (24 Wo.)UK | — | Erstveröffentlichung: 1991                     |
| 2000 | Peacetour                      | — | — | — | UK6 (15 Wo.)UK | — | Erstveröffentlichung: 2000                     |
| 2005 | Ultimate Collection            | — | — | — | — | — | Erstveröffentlichung: 2005                     |

### Musikvideos
| Jahr | Titel                                          | Regisseur(e)                 |
| ---- | ---------------------------------------------- | ---------------------------- |
| 1981 | Never Gonna Cry Again                          |                              |
| 1982 | The Walk                                       | Marek Budzynski              |
| 1983 | Love Is a Stranger                             | Mike Brady                   |
| 1983 | Sweet Dreams (Are Made of This)                | Chris Ashbrook               |
| 1983 | Who’s That Girl                                | Duncan Gibbons               |
| 1983 | Right By Your Side                             | Chris Ashbrook & Jon Roseman |
| 1984 | Here Comes The Rain Again                      | Michael A. Simon             |
| 1984 | Sexcrime                                       | Chris Ashbrook               |
| 1984 | Julia                                          | Chris Ashbrook               |
| 1985 | Would I Lie To You?                            | Mary Lambert                 |
| 1985 | There Must Be An Angel (Playing With My Heart) | Eddie Arno & Mark Innocenti  |
| 1985 | Sisters Are Doin’ It For Themselves            | Eddie Arno & Mark Innocenti  |
| 1986 | It’s Alright (Baby’s Coming Back)              | Willy Smax                   |
| 1986 | When Tomorrow Comes                            | Chris Ashbrook               |
| 1986 | Thorn In My Side                               | Chris Ashbrook               |
| 1986 | The Miracle of Love                            | Dave Stewart                 |
| 1986 | Missionary Man                                 | Willy Smax                   |
| 1987 | Beethoven (I Love to Listen To)                | Sophie Muller                |
| 1987 | Shame                                          | Steve Graham & Eric Scott    |
| 1988 | I Need A Man                                   | Sophie Muller                |
| 1988 | You Have Placed a Chill in My Heart            | Sophie Muller                |
| 1989 | Revival                                        | Philippe Gautier             |
| 1989 | Don’t Ask Me Why                               | Sophie Muller                |
| 1990 | The King and Queen of America                  | Willy Smax                   |
| 1990 | Angel                                          | Sophie Muller                |
| 1990 | (My My) Baby’s Gonna Cry                       | Sophie Muller                |
| 1999 | I Saved The World Today                        | Dave Stewart                 |
| 2000 | 17 Again                                       | Dave Stewart                 |
| 2005 | I’ve Got a Life                                | Matthew Rolston              |

## Boxsets
- 2005: Boxed

## Statistik

### Chartauswertung
|                     | DE     | AT    | CH    | UK     | US     |
| ------------------- | ------ | ----- | ----- | ------ | ------ |
| Nummer-eins-Alben   | DE1DE  | AT1AT | CH—CH | UK3UK  | US—US  |
| Top-10-Alben        | DE7DE  | AT3AT | CH6CH | UK9UK  | US2US  |
| Alben in den Charts | DE11DE | AT8AT | CH9CH | UK12UK | US11US |

|                       | DE     | AT    | CH     | UK     | US     |
| --------------------- | ------ | ----- | ------ | ------ | ------ |
| Nummer-eins-Singles   | DE—DE  | AT—AT | CH—CH  | UK1UK  | US1US  |
| Top-10-Singles        | DE3DE  | AT2AT | CH3CH  | UK9UK  | US3US  |
| Singles in den Charts | DE20DE | AT5AT | CH13CH | UK27UK | US15US |

|                          | DE    | AT    | CH    | UK    | US    |
| ------------------------ | ----- | ----- | ----- | ----- | ----- |
| Nummer-eins-Videoalben   | DE—DE | AT—AT | CH—CH | UK—UK | US—US |
| Top-10-Videoalben        | DE—DE | AT—AT | CH—CH | UK1UK | US—US |
| Videoalben in den Charts | DE—DE | AT—AT | CH—CH | UK3UK | US—US |

### Auszeichnungen für Musikverkäufe
| Land/RegionAuszeichnungen für Musikverkäufe (Land/Region, Auszeichnungen, Verkäufe, Quellen) | Silber     | Gold       | Platin         | Verkäufe    | Quellen                       |
| -------------------------------------------------------------------------------------------- | ---------- | ---------- | -------------- | ----------- | ----------------------------- |
| Australien (ARIA)                                                                            | —          | 3× Gold3   | 11× Platin11   | 765.000     | aria.com.au                   |
| Belgien (BRMA)                                                                               | —          | 2× Gold2   | —              | 50.000      | ultratop.be                   |
| Dänemark (IFPI)                                                                              | —          | —          | 2× Platin2     | 180.000     | ifpi.dk                       |
| Deutschland (BVMI)                                                                           | —          | 7× Gold7   | 4× Platin4     | 3.300.000   | musikindustrie.de             |
| Europa (IFPI)                                                                                | —          | —          | 4× Platin4     | (4.000.000) | ifpi.org                      |
| Finnland (IFPI)                                                                              | —          | 2× Gold2   | Platin1        | 108.865     | ifpi.fi                       |
| Frankreich (SNEP)                                                                            | —          | 5× Gold5   | Platin1        | 950.000     | infodisc.fr snepmusique.com   |
| Irland (IRMA)                                                                                | —          | —          | 2× Platin2     | 30.000      | irishcharts.ie                |
| Italien (FIMI)                                                                               | —          | 2× Gold2   | 4× Platin4     | 525.000     | fimi.it                       |
| Japan (RIAJ)                                                                                 | —          | Gold1      | —              | 100.000     | riaj.or.jp                    |
| Kanada (MC)                                                                                  | —          | 6× Gold6   | 14× Platin14   | 1.655.000   | musiccanada.com               |
| Neuseeland (RMNZ)                                                                            | —          | 3× Gold3   | 16× Platin16   | 367.500     | aotearoamusiccharts.co.nz NZ2 |
| Niederlande (NVPI)                                                                           | —          | Gold1      | Platin1        | 150.000     | nvpi.nl                       |
| Norwegen (IFPI)                                                                              | —          | —          | 2× Platin2     | 150.000     | ifpi.no                       |
| Österreich (IFPI)                                                                            | —          | Gold1      | Platin1        | 75.000      | ifpi.at                       |
| Schweden (IFPI)                                                                              | —          | Gold1      | 5× Platin5     | 550.000     | sverigetopplistan.se          |
| Schweiz (IFPI)                                                                               | —          | 3× Gold3   | 3× Platin3     | 325.000     | hitparade.ch                  |
| Spanien (Promusicae)                                                                         | —          | 2× Gold2   | 3× Platin3     | 320.000     | elportaldemusica.es ES2 ES3   |
| Vereinigte Staaten (RIAA)                                                                    | —          | 4× Gold4   | 5× Platin5     | 7.500.000   | riaa.com                      |
| Vereinigtes Königreich (BPI)                                                                 | 5× Silber5 | 4× Gold4   | 21× Platin21   | 9.050.000   | bpi.co.uk                     |
| Insgesamt                                                                                    | 5× Silber5 | 47× Gold47 | 100× Platin100 |             |                               |